# Vichayito Sur
Vichayito Sur es una localidad peruana ubicada en el distrito de Los Órganos, perteneciente a la provincia de Talara del departamento de Piura, al norte del Perú. En el 2017 tenía una población de 15 habitantes.